# Anthocharis euphenoides
Anthocharis euphenoides är en fjärilsart som beskrevs av Otto Staudinger 1869. Anthocharis euphenoides ingår i släktet Anthocharis och familjen vitfjärilar. IUCN kategoriserar arten globalt som livskraftig. Inga underarter finns listade i Catalogue of Life.

## Bildgalleri

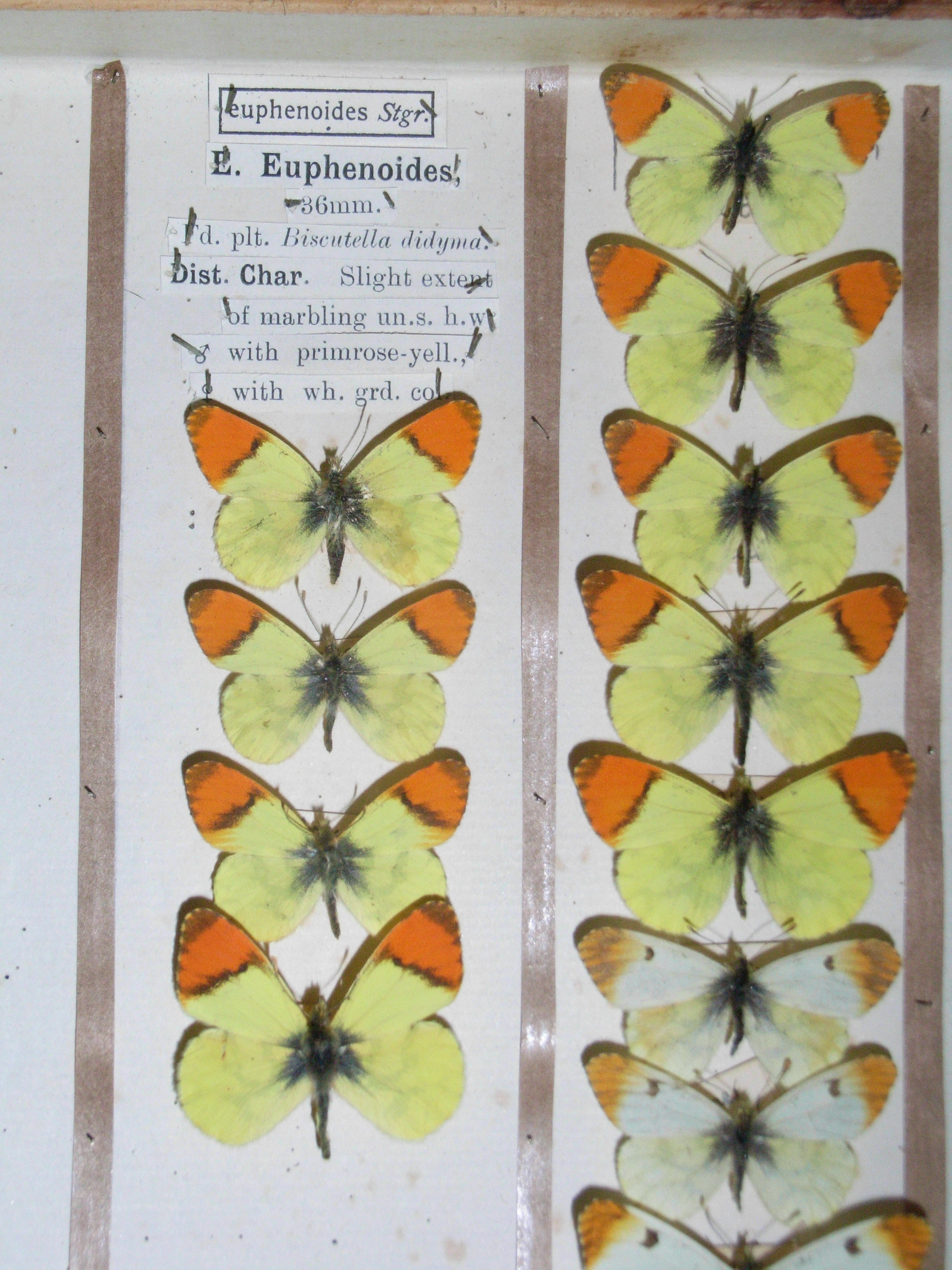
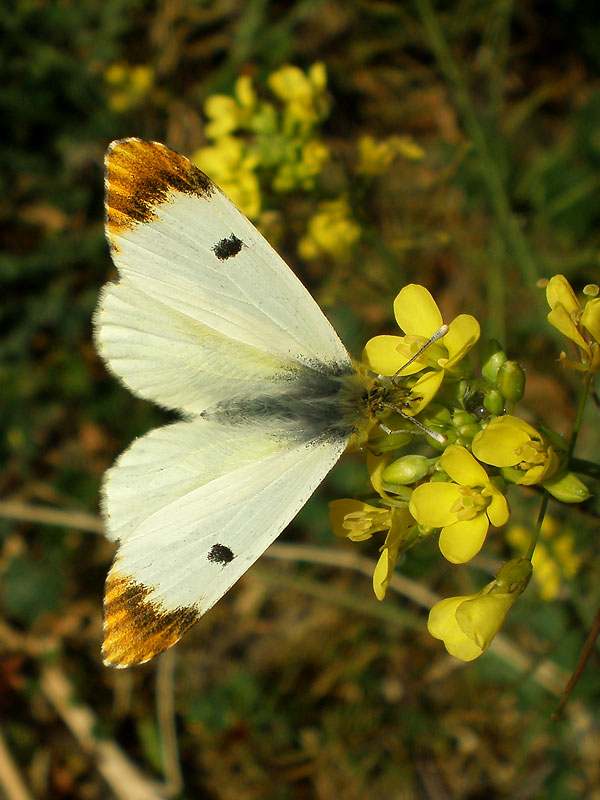
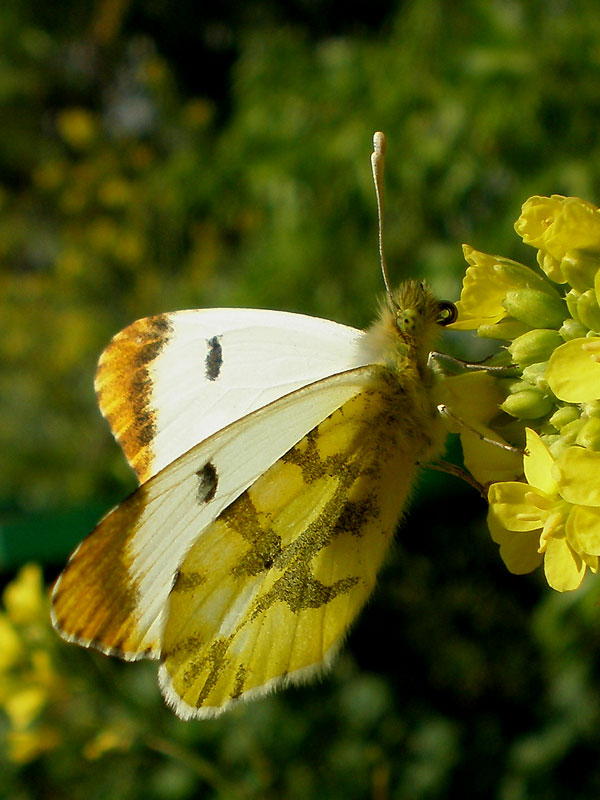
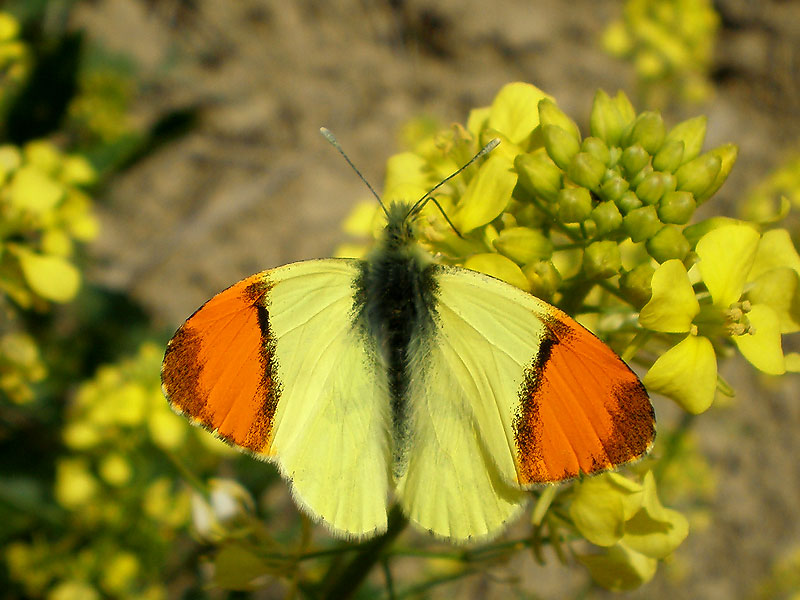
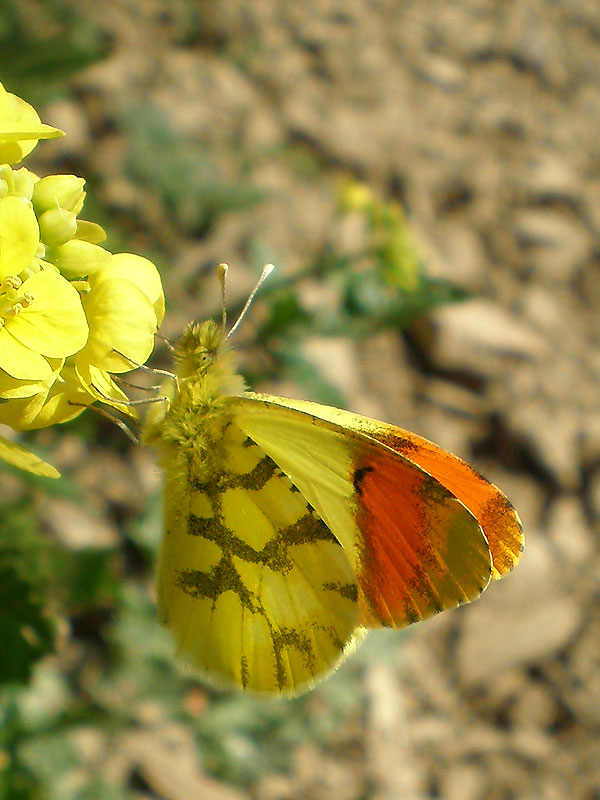